# Hemiteles brunnipes
Hemiteles brunnipes là một loài tò vò trong họ Ichneumonidae.